# John William Alcock
John William "Jack" Alcock, född 5 november 1892 i Stretford i Greater Manchester, död 18 december 1919 i Cottévrard nära Rouen i Normandie, var en brittisk officer och flygpionjär.
Kapten Alcock genomförde tillsammans med löjtnant Arthur Whitten Brown (1886 - 1948) den första non-stop-överflygningen över Atlanten. Denna ägde rum från kl. 16.13 den 14 juni 1919 till kl. 08.40 påföljande dag. Färdsträckan var 3.155 km och gick från Trepassy Harbour, St. John's på Newfoundland i Kanada till Derrygimla Moore vid Clifden i Galway, Irland. Planet var en Vickers Vimy som drevs av två Rolls-Royce Eagle-motorer. De båda flygarna adlades för sin bedrift och mottog även den engelska dagstidningen Daily Mails pris på 10 000 pund.
Alcock omkom 18 december 1919 under en flygning till Paris.